# Dieter Acker
Pour les articles homonymes, voir Acker.
Dieter Acker est un compositeur allemand, né à Sibiu, Roumanie, le 3 novembre 1940 et mort à Munich le 27 mai 2006.

## Discographie (sélection)
- Stigmen für Violine, Violoncello und Klavier, Abegg – Trio, Intercord
- Cantus gemellus Duo für zwei Violinen, Duo Gelland (en), Vienna Modern Masters
- Sonate für Violine solo, Martin Gelland, Vienna Modern Masters
- Rilke-Sonate für Violine und Klavier, Igor Ozim, Günter Ludwig, Rayuela Records
- Hölderlin-Sonate für Klavier, Peter Roggenkamp, Rayuela Records
- Sonate für Viola und Klavier, Tivadar Popa, Thérèse Dussaut, Rayuela Records
- Eichendorff-Sonate für Klarinette und Klavier, Eduard Brunner, Margarita Höhenrieder, Rayuela Records
- Mörike-Sonate für Violoncello und Klavier. Götz Teutsch, Till Engel, Rayuela Records
- Trio für Trompete, Posaune und Klavier, Trio Armin Rosin, Hänssler Classic